# Mr. Majestyk
Mr. Majestyk (pol. Pan Majestyk) – amerykański film sensacyjny z 1974 roku w reżyserii Richarda Fleischera. Wyprodukowany przez United Artists. Film powstał na podstawie powieści Elmore’a Leonarda.

## Fabuła
Vince Majestyk (Charles Bronson), który walczył w Wietnamie, po powrocie do kraju wiedzie życie farmera. Postrzegany przez sąsiadów jako milczący samotnik, utrzymuje kontakty tylko z Meksykanami. Pewnego dnia zostaje sprowokowany przez szefa miejscowej mafii, Franka Rendę.

## Obsada
- Charles Bronson jako Vincent „Vince” Majestyk
- Al Lettieri jako Frank Renda
- Linda Cristal jako Nancy Chavez
- Lee Purcell jako Wiley
- Paul Koslo jako Bobby Kopas
- Taylor Lacher jak Gene Lundy
- Frank Maxwell jako detektyw Lieutenant McAllen
- Alejandro Rey jako Larry Mendoza
- Jordan Rhodes jako Harold Richie
- Bert Santos jako Julio Tomas